# Heinz Godyla
Heinz Godyla (* 14. Juli 1941; † 25. Dezember 2020) war ein deutscher Fußballspieler.

## Karriere

### Vereine
Godyla spielte 20-jährig für Bayer 04 Leverkusen zunächst in der Saison 1961/62 in der 2. Oberliga West. Am Saisonende als Meister aus dieser Spielklasse hervorgegangen, stieg er und seine Mannschaft in die seinerzeit höchste Spielklasse im deutschen  Fußball auf. In einer der fünf Staffeln kam er in der Saison 1962/63 in der Oberliga West in fünf Punktspielen zum Einsatz. Er debütierte für den Verein am 26. August 1962 (2. Spieltag) beim 2:2-Unentschieden im Heimspiel gegen Preußen Münster; von den vier weiteren Saisonspielen wurden drei verloren und eins endete unentschieden. Am Saisonende der letzte Oberligasaison schloss seine Mannschaft in einem Teilnehmerfeld von 16 Mannschaften auf Platz neun ab. Mit Einführung der Bundesliga, die am 24. August 1963 ihren Spielbetrieb aufnahm, spielte er in der zweitklassigen Regionalliga, die in fünf Staffeln ausgetragen wurde. In der Regionalliga West, die mit 20 Mannschaften den Spielbetrieb aufnahm, beendete Bayer 04 Leverkusen die Saison auf dem zwölften Platz, in der Folgesaison auf Platz 16. Während seiner Vereinszugehörigkeit bestritt er insgesamt 27 Punktspiele, fünf in der Oberliga und jeweils elf in den beiden Regionalligasaisons.

### Nationalmannschaft
Godyla bestritt für die DFB-Jugendauswahl „A“ vier Länderspiele. Sein Debüt als Nationalspieler gab er am 8. März 1959 in Coburg beim 3:0-Sieg über die Auswahl Österreichs. Im selben Jahr nahm er auch am UEFA-Juniorenturnier in Bulgarien teil und kam in drei Gruppenspielen zum Einsatz. Nachdem die Auswahl Jugoslawiens am 29. März in Sofia mit 1:0 bezwungen werden konnte, verlor er mit der Mannschaft am 31. März in Dimitrovo mit 0:2 gegen die Auswahl Bulgariens. Im letzten Gruppenspiel am 2. April (abermals in Sofia) konnte die Auswahl der Niederlande mit 1:0 bezwungen werden.

## Erfolge
- Meister 2. Oberliga West 1962 und Aufstieg in die Oberliga West
- Teilnahme am UEFA-Juniorenturnier 1959